# Преслав Боруков
Преслав Николаев Боруков е български футболист, който играе на поста централен нападател. Настоящ играч Локомотив (Пловдив). Играл е също за отборите на Левски София, Шефилд Уензди, Етър.

## Кариера
Боруков започва своята кариера в отбора на Левски едва на 6 годишна възраст, където той преминава през всички юношески формации и остава в клуба до юни 2016 г. През лятото на същата година е трансфериран в английския клуб „Шефилд Уензди“. През първите два сезона играе в юношеските и младежките формации на клуба под ръководството на Дани Кадамартери, Бен Уилкинсън и Нийл Томпсън, където записва множество голове и асистенции. Отличава се с много добра ефективност.
На 25 юни 2018 г. подписва първия си професионален договор с мъжкия състав на „кукумявките“, което го прави първият български футболист играл за този клуб и най-младият българин подписал професионален договор в Англия. През следващите 2 години е основен футболист в дублиращия състав и част от първия отбор. В този период работи с треньорите Карлос Карвахал, Йос Лухукай, Стив Брус и Гари Монк. През януари 2020 г. e включен в групата за официалните двубои за FA Cup и EFL Championship.
След изтичане на договора му на 30 юни 2020 г. и създалата се обстановка покрай глобалната криза от КОВИД-19, пропадат възможности за трансфери в Англия, Гърция, Чехия и Шотландия, и до подпис не се стига. Противно на очакванията, остава в България и на 20 август 2020 г. подписва едногодишен договор с българския клуб Етър. Бързо се превръща във водещ футболист за „болярите“, като отбелязва първия гол от сезона за клуба срещу „Левски“ София при загубата с 2:1 в София, в среща от „5-тия“ кръг на „Efbet“ лига. До края на 2020 г. отбелязва 6 гола, прави 1 асистенция и печели 1 дузпа, с които участва пряко в 8 от „11-те“ попадения общо за Етър до края на 2020 г.
Избран е 2 пъти за „Играч на мача“, 1 път за „Играч на кръга“ и няколкократно е включен в „Отбора на кръга“, и в „Топ-5 нападатели на кръга“. С победния си гол срещу „Царско село“ на 1 декември 2020 г., носи първата победа на „болярите“ и печели приза за „Гол на кръга“. На церемонията „Футболист на годината“ за 2020 в България е избран на „5-то“ място за най-прогресиращ играч от журналистите. Попада на шесто място сред нападателите в Европа до 21 години по ефективност, според най-престижната футболна компания за статистика в света „InStat“. Лидер в класацията е Ерлинг Холанд от „Борусия“ (Дортмунд), а българският нападател е „6-ти“ с гол на всеки 5 удара по посока вратата на съперника.
През зимния трансферен прозорец името на Боруков се свързва с трансфери в родните грандове – “Левски" София, „ЦСКА“ София, „Лудогорец“ Разград, „Ботев“ Пловдив, “Локомотив" Пловдив, „ЦСКА-1948“, „Берое“ Стара Загора, както и в отбори от чужбина. На 19 януари 2021 г., след успешно преминати медицински прегледи, трансферът на Боруков в участващия в групите на „Лига Европа“ елитен чешки клуб “Слован" Либерец пропада. Причината е високата откупна клауза на стойност от няколко милиона евро. В крайна сметка Боруков обяви, че остава в „Етър“ до изтичането му на договора през лятото 2021 г.
През август 2021 г. Боруков подписва договор с унгарския NB I клуб Zalaegerszeg 1+2 години опция за клуба. Боруков дебютира срещу Újpest FC в 75 -ата минута, където предостави асистенция. Той вкара дебютния си гол за клуба в следващия мач от лигата срещу ФК Пакси.
На 9 февруари 2022 г. Боруков парафира за 2,5 години с настоящия вицешампион Локомотив (Пловдив). На 13 март 2022 г. отбелязва дебютното си попадение с черно-бялата фланелка при победата с 2:0 срещу Берое (Стара Загора).

## Национален отбор
Боруков е част от всички юношески и младежки отбори на националния отбор на България. През 2018 година е капитан на юношеския национален отбор на България до 19 години. Квалификациите за Европейското първенство до 19 години се провеждат в град Сливен, където България е в група с Румъния, Гърция и Гибралтар. Боруков вкарва 3 гола при победата с 5:0 над Гибралтар, но България остава на „3-та“ позиция и по този начин отпада за Европейското първенство до 19 години в Армения.